# بطنج عربي
البطنج العربي أو الستاكس العربي (باللاتينية: Stachys arabica) نوع نباتي يتبع جنس البطنج من الفصيلة الشفوية.

## الموئل والانتشار
موطنه بلاد الشام وتركيا.

## مرادفات للاسم العلمي
- (باللاتينية: Stachys macrosperma Boiss.)